# 25. National Hockey League All-Star Game
Das 25. National Hockey League All-Star Game wurde am 25. Januar 1972 in Bloomington ausgetragen. Das Spiel fand im Met Center, der Spielstätte des Gastgebers Minnesota North Stars statt. Die Eastern Conference All-Stars schlugen die der Western Conference knapp mit 3:2. Das Spiel sahen 15.423 Zuschauer. Bobby Orr von den Boston Bruins wurde zum MVP gekürt.

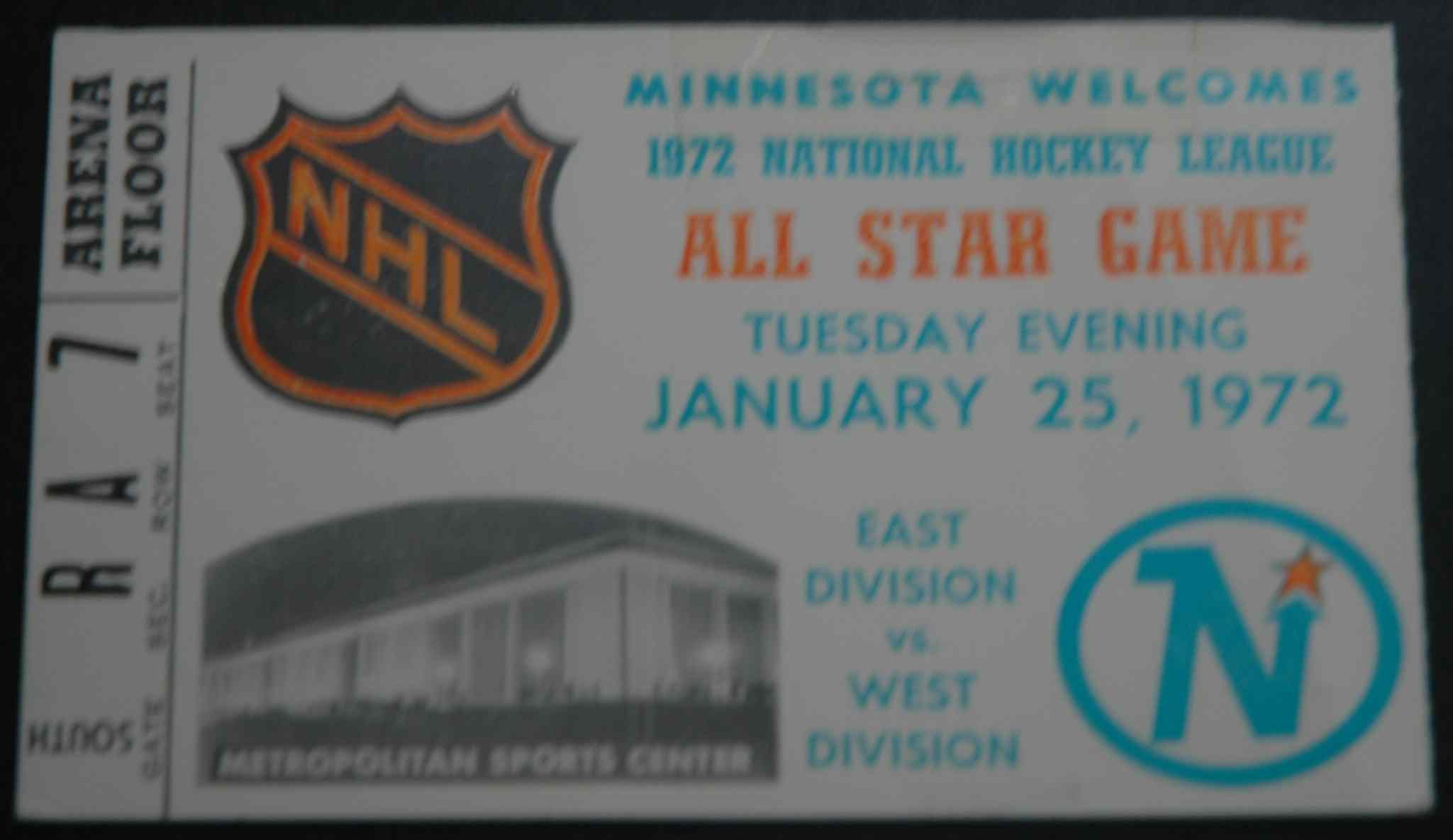
Eintrittskarte zum NHL All-Star Game 1972

## Mannschaften
| #           | Land   | Spieler           | Pos.             | Team                |
| Torhüter    |        |                   |                  |                     |
| 1           | Kanada | Ken Dryden        | Ken Dryden       | Montréal Canadiens  |
| 30          | Kanada | Gilles Villemure  | Gilles Villemure | New York Rangers    |
| Verteidiger |        |                   |                  |                     |
| 2           | Kanada | Brad Park         | Brad Park        | New York Rangers    |
| 3           | Kanada | J. C. Tremblay    | J. C. Tremblay   | Montréal Canadiens  |
| 4           | Kanada | Bobby Orr         | Bobby Orr        | Boston Bruins       |
| 9           | Kanada | Dale Tallon       | Dale Tallon      | Vancouver Canucks   |
| 16          | Kanada | Rod Seiling       | Rod Seiling      | New York Rangers    |
| 20          | Kanada | Dallas Smith      | Dallas Smith     | Boston Bruins       |
| Angreifer   |        |                   |                  |                     |
| 5           | Kanada | Red Berenson      | C                | Detroit Red Wings   |
| 6           | Kanada | Rick Martin       | LW               | Buffalo Sabres      |
| 7           | Kanada | Phil Esposito     | C                | Boston Bruins       |
| 8           | Kanada | Rod Gilbert       | RW               | New York Rangers    |
| 10          | Kanada | Gilbert Perreault | C                | Buffalo Sabres      |
| 11          | Kanada | Vic Hadfield      | LW               | New York Rangers    |
| 12          | Kanada | Yvan Cournoyer    | RW               | Montréal Canadiens  |
| 17          | Kanada | Paul Henderson    | LW               | Toronto Maple Leafs |
| 18          | Kanada | John McKenzie     | RW               | Boston Bruins       |
| 19          | Kanada | Jean Ratelle      | C                | New York Rangers    |
| 27          | Kanada | Frank Mahovlich   | LW               | Montréal Canadiens  |

| #           | Land   | Spieler          | Pos.           | Team                    |
| Torhüter    |        |                  |                |                         |
| 1           | Kanada | Gump Worsley     | Gump Worsley   | Minnesota North Stars   |
| 35          | Kanada | Tony Esposito    | Tony Esposito  | Chicago Black Hawks     |
| Verteidiger |        |                  |                |                         |
| 2           | Kanada | Bill White       | Bill White     | Chicago Black Hawks     |
| 3           | Kanada | Keith Magnuson   | Keith Magnuson | Chicago Black Hawks     |
| 4           | Kanada | Ted Harris       | Ted Harris     | Minnesota North Stars   |
| 5           | Kanada | Carol Vadnais    | Carol Vadnais  | California Golden Seals |
| 6           | Kanada | Doug Mohns       | Doug Mohns     | Minnesota North Stars   |
| 12          | Kanada | Pat Stapleton    | Pat Stapleton  | Chicago Black Hawks     |
| Angreifer   |        |                  |                |                         |
| 7           | Kanada | Garry Unger      | C              | St. Louis Blues         |
| 8           | Kanada | Bill Goldsworthy | RW             | Minnesota North Stars   |
| 9           | Kanada | Bobby Hull       | LW             | Chicago Black Hawks     |
| 10          | Kanada | Dennis Hull      | LW             | Chicago Black Hawks     |
| 11          | Kanada | Ross Lonsberry   | LW             | Los Angeles Kings       |
| 14          | Kanada | Pit Martin       | C              | Chicago Black Hawks     |
| 15          | Kanada | Bobby Clarke     | C              | Philadelphia Flyers     |
| 16          | Kanada | Chico Maki       | RW             | Chicago Black Hawks     |
| 17          | Kanada | Simon Nolet      | RW             | Philadelphia Flyers     |
| 21          | Kanada | Stan Mikita      | C              | Chicago Blackhawks      |
| 22          | Kanada | Greg Polis       | LW             | Pittsburgh Penguins     |

## Spielverlauf

### Eastern All-Stars 3 – 2 Western All-Stars
All Star Game MVP: Bobby Orr (1 Assist)
| Team       | Zeit  | Stand | Torschütze    | Vorlagengeber  | Vorlagengeber |
| 1. Drittel |       |       |               |                |               |
| Western    | 17:01 | 0–1   | Bobby Hull    | Pit Martin     | Chico Maki    |
| 2. Drittel |       |       |               |                |               |
| Western    | 21:11 | 0–2   | Simon Nolet   | Dennis Hull    |               |
| Eastern    | 23:48 | 1–2   | Jean Ratelle  | J. C. Tremblay | Rod Gilbert   |
| Eastern    | 38:45 | 2–2   | John McKenzie | Brad Park      | Rod Seiling   |
| 3. Drittel |       |       |               |                |               |
| Eastern    | 41:09 | 3–2   | Phil Esposito | Dallas Smith   | Bobby Orr     |

Schiedsrichter: Bruce Hood

Linienrichter: Claude Béchard, Matt Pavelich

Zuschauer: 15.423